# Église San Girolamo delle Monache

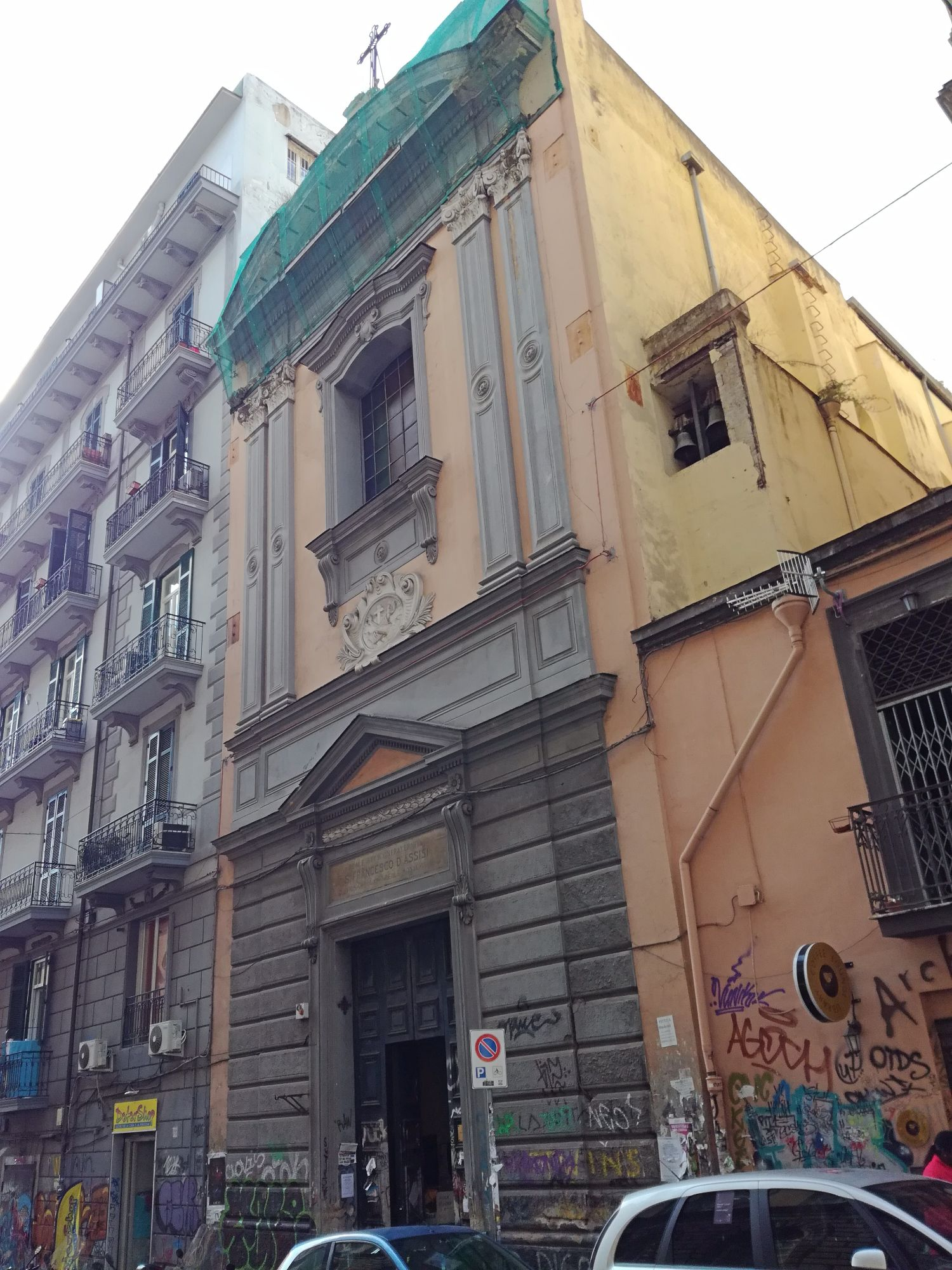
Façade de l'église.

L'église San Girolamo delle Monache (Saint-Jérôme-des-Moniales) est une église du cœur historique de Naples, située via Mezzocannone. Elle est dédiée à saint Jérôme et dépend de l'archidiocèse de Naples.

## Histoire
L'édifice est d'origine médiévale, construit en 1434.
Il reste peu de choses de la structure originale, à cause de multiples réaménagements et retouches. La dernière restauration est intervenue en 1992. L'entrée se trouvait du côté opposé à celle actuellement (la grande toile de Solimena servait de contre-autel). À l'époque des grands travaux de rénovation de Naples à la fin du XIXe siècle, qui touchent aussi la via Mezzocannone, le plan de l'église est inversé : l'abside devenant l'atrium (ou narthex).
L'église est le siège depuis la fin des années 1990 de la FUCI de Naples.

## Description

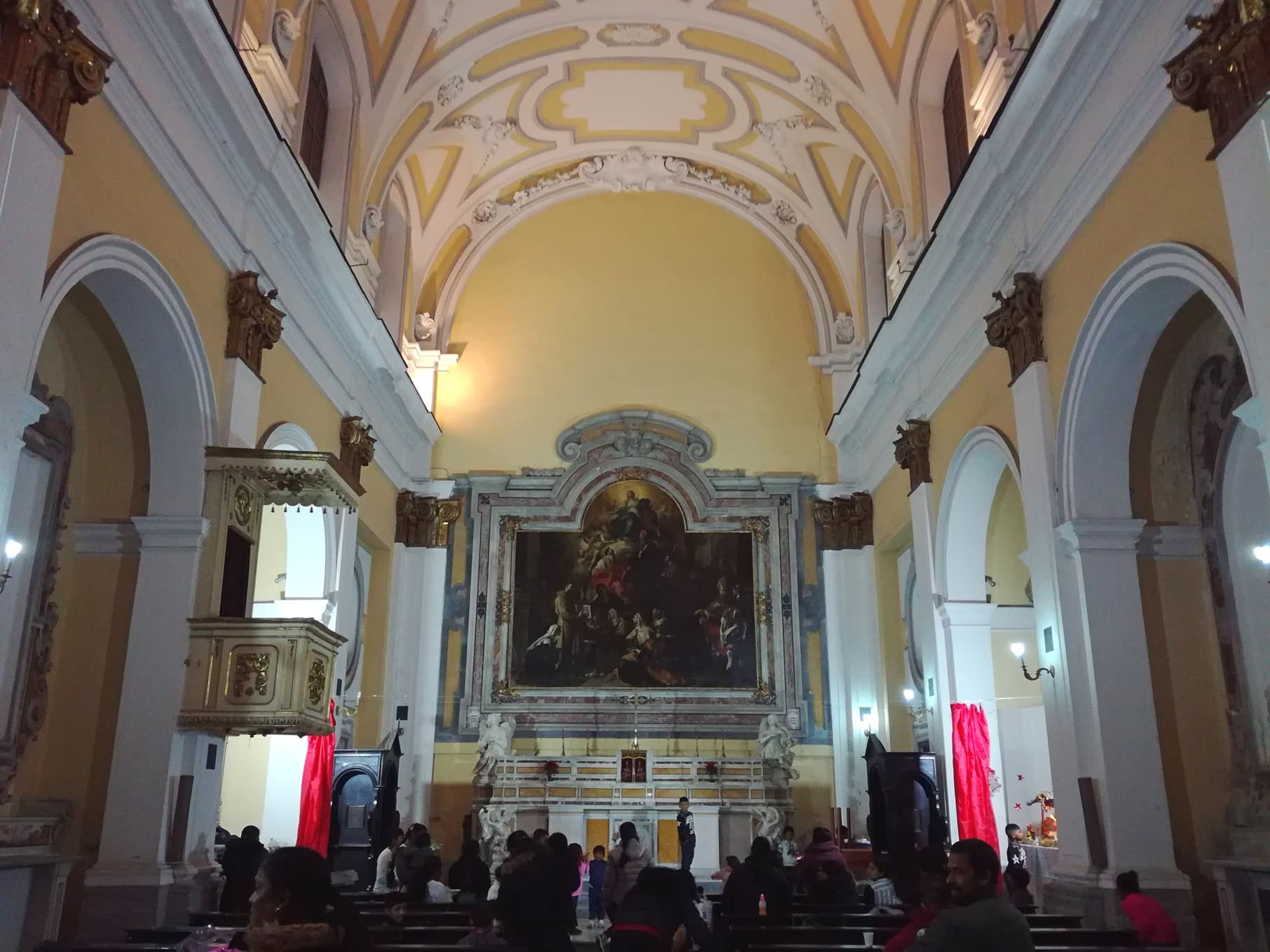
Intérieur.

L'église présente une façade simple couronnée d'un fronton arqué qui est soutenu par deux paires de pilastres ioniques. Le portail est surmonté d'un fronton triangulaire. L'intérieur est éclairé grâce à une voûte en berceau, à laquelle on accède par un petit escalier. Il reste peu de tableaux et d'ornementations d'origine à cause de divers saccages au cours des siècles précédents.
À l'intérieur à droite, on remarque une balle, enlevée de la façade extérieure après un bombardement de la Seconde Guerre mondiale. Sur la gauche une plaque est posée à terre au milieu de l'atrium. Le maître-autel polychrome est particulièrement remarquable. Des sculptures d'anges et des tableaux ont été enlevés par le ministère des biens et activités culturels et placés dans des musées et autres lieux. Sur les côtés, on remarque les deux ronds de marbre représentant La Vierge à l'Enfant du XVIe siècle. 
La seule œuvre survivante est l'immense tableau de 17 m2 de Francesco Solimena (1657-1747) au-dessus du maître-autel, qui représente une Assomption en gloire avec des saints, peinte vers 1705.
Il existe une autre église de Naples consacrée à saint Jérôme, l'église San Girolamo dei Ciechi.

## Notes et références

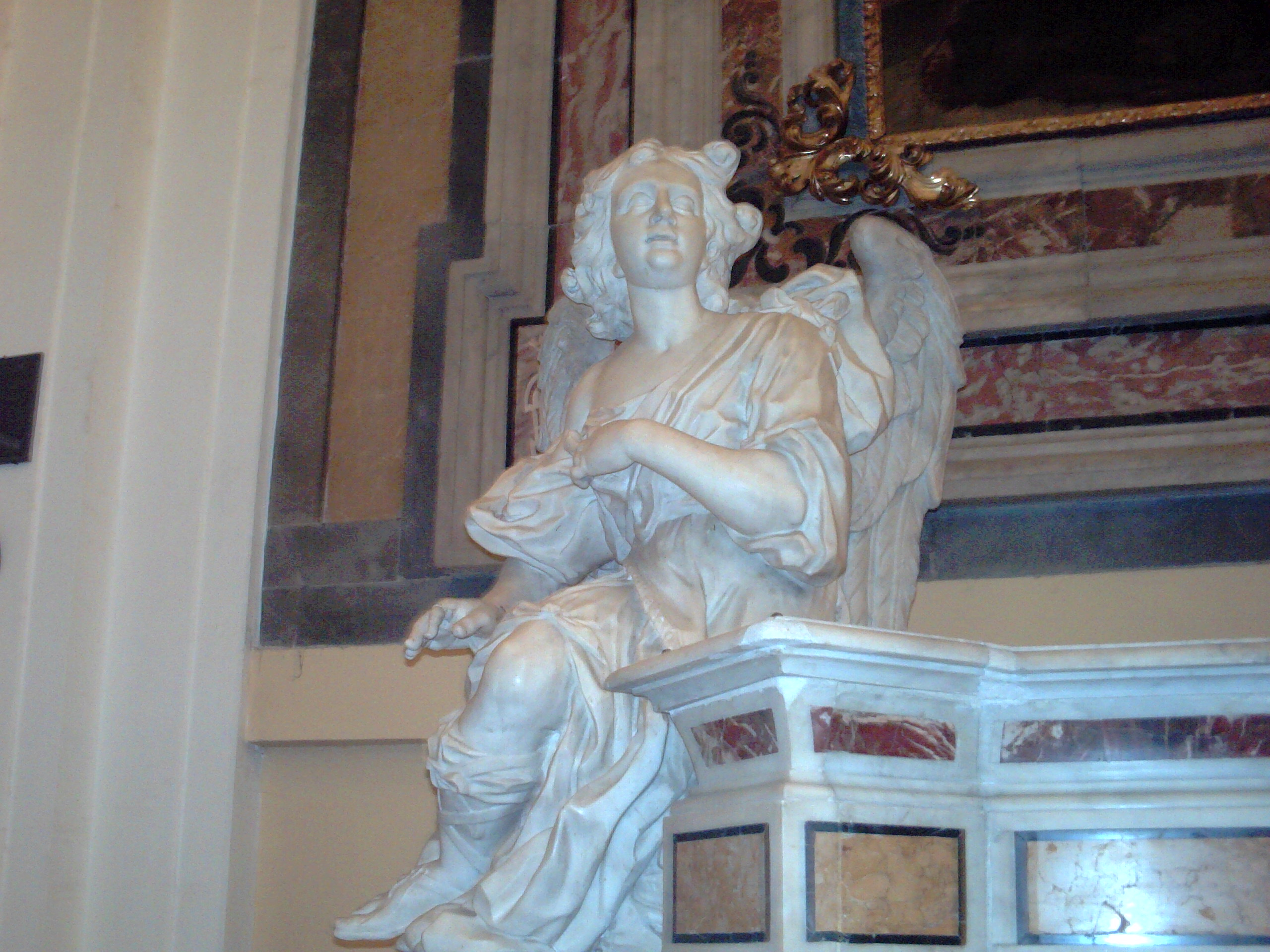
Statue d'ange en marbre.

## Source de la traduction
- (it) Cet article est partiellement ou en totalité issu de l’article de Wikipédia en italien intitulé « Chiesa di San Girolamo delle Monache » (voir la liste des auteurs).